# Cesarsko mesto Nürnberg
Cesarsko mesto Nürnberg (nemško Reichsstadt Nürnberg) je bilo svobodno cesarsko mesto – neodvisna mestna država – v Svetem rimskem cesarstvu. Ko je Nürnberg v visokem srednjem veku postal neodvisen od grofije Nürnberg in po pridobljenem precejšnjem ozemlju Bavarske v landshutski nasledstveni vojni, je zrasel in postal eno največjih in najpomembnejših cesarskih mest, neuradno glavno mesto cesarstva, zlasti zato ker sta se parlament (rajhstag) in sodišče sestajala na Nürnberškem gradu. Parlament je bil pomemben del upravnega ustroja cesarstva. Zlata bula iz leta 1356, ki jo je izdal cesar Karel IV. (vladal je od 1346 do 1378), je določila Nürnberg za mesto, v katerem so volili nemške kralje, imeli so tudi prvi cesarski parlament. 
Kulturni razcvet Nürnberga v 15. in 16. stoletju je mesto naredil za središče nemške renesanse. Širitev drugih trgovskih poti in večje evropske vojne v 17. in 18. stoletju so povzročile nazadovanje mesta in prevzemanje precejšnjih dolgov, zaradi česar je bilo mesto ob ustanovitvi renske zveze leta 1806 predano novi kraljevini Bavarski in postalo eno od mnogih ozemeljskih žrtev napoleonskih vojn v obdobju nemškega medvladja.

## Zgodovina

### Srednji vek
Prvi grofje so bili iz avstrijske družine Raab, vendar so po izgubi njihove moške linije okoli 1190 mesto podedovali sinovi družine Hohenzollern. Skoraj hkrati, ko so Zollerni postali grofje, se je začel razvoj mesta, ki je prinesel sprva skromno, potem pa večje napredovanje mesta s prevlado grajskih grofov. Ustanovljen je bil kraljevi sodni urad, ki je bil konec 12. stoletja odgovoren za upravljanje mestnih zadev. Leta 1219 je cesar Friderik II. izdal Grossen Freiheitsbrief (veliko pismo svobode), ki vključuje mestne pravice, cesarsko neposrednost (Reichsfreiheit), dovoljenje za kovanje denarja in neodvisno davčno politiko, skoraj v celoti je mesto umaknil iz pristojnosti grofov. Mesto je bilo pod kraljevo zaščito in s tem postalo svobodno cesarsko mesto. Listina je bila pomemben mejnik in označuje začetek razvoja, ki je sčasoma pripomogel k ozemeljski samostojnosti mesta Nürnberg. Zaradi zvestobe je cesar mestu v naslednjih desetletjih podelil še druge pomembne ugodnosti. Leta 1256 se je mesto pridružilo renski zvezi in leta 1320 dobilo veliko pristojnosti, nato pa postalo samostojno cesarsko ozemlje.
Največ koristi je imel Nürnberg v 14. stoletju, ko sta vladala Ludvik Bavarski (od 1314 do 1347) in Karl IV. (vladal od 1346 do 1378). Mesto se je širilo, dobilo več pristojnosti in davčne ugodnosti. Karel je leta 1356 izdal zlato bulo in Nürnberg določil kot mesto, v katerem so imeli novoizvoljeni nemški kralji svoj prvi parlament. To je pomenilo, da je bilo mesto eno od treh najpomembnejših skupaj s Frankfurtom, kjer so bili kralji izvoljeni, in Aachnom, kjer so cesarje kronali in je bilo glavno mesto starega frankovskega cesarstva. Kraljevske in cesarske povezave so se okrepile, ko je Sigismund Luksemburški (vladal 1411–1437) leta 1423 odločil, naj se cesarske insignije trajno hranijo v Nürnbergu. Tukaj so ostale do leta 1796, ko so francoski vojaki zahtevali, da jih prenesejo v Regensburg, od tam pa na Dunaj. 
Karel IV. je bil močno povezan z Nürnbergom, znotraj mestnih zidov je prebival 52-krat in mu s tem okrepil ugled med nemškimi mesti. Bil je zaščitnik Marijine cerkve (Frauenkirche), zgrajene med letoma 1352 in 1362 (arhitekt je bil verjetno Peter Parler). 
Do sredine 13. stoletja je vladajoči svet sestavljalo 13 sodnikov in 13 svetnikov; proti koncu stoletja pa je bilo v njem še dodatno 8 članov nepomembnega velikega sveta in od leta 1370 še 8  predstavnikov združenja obrtnikov. Člani sveta so bili izbrani iz bogatejših razredov. Ta navada je povzročila ustanovitev kroga "zaželenih", ki mu je razred obrtnikov močno nasprotoval, saj jih je politično izključeval. Ob vedno večjem pomenu obrti se je med obrtniki razvil duh neodvisnosti in so hoteli imeti glas v mestni vladi. Leta 1349 so se člani cehov neuspešno uprli patricijem v uporu slikopleskarjev (Handwerkeraufstand), podprli so jih trgovci in nekateri svetniki. Ta upor je bil političen, saj so podprli družino Wittelsbach pri sporu med Ludvikovimi bavarskimi dediči in patriciji, ki so podpirali Karla. Posledica te vstaje je bila prepoved kakršne koli samoorganizacije obrtnikov v mestu in odprava cehov, oligarhi pa so ostali na oblasti.
Karel IV. je mestu dodelil pravico do samostojnega sklepanja zavezništva, s čimer je bil politično enakopraven s cesarskimi knezi. Mesto so zavarovali pred sovražnimi napadi z obzidjem in uspešno branili svojo trgovino pred grofi. Pogosti boji z grofi so trajno škodili mestu. Potem ko je bil grad leta 1420 v požaru uničen je v sporu med Friderikom IV. (od leta 1417 grof Brandenburški) in vojvodo Bavarske in Ingolstadta, je ruševine in pripadajoč gozd kupilo mesto (1427). Tako je mesto postalo samostojno znotraj svojih meja. Leta 1422 je mesto odstopilo grad cesarju Sigismundu pod pogojem, da bodo cesarske sobe rezervirane za cesarje, kadar jih bodo potrebovali. S tem in drugimi prevzemi si je mesto nabralo veliko ozemlje. 
Leta 1431 je bilo število prebivalcev približno 22.800 skupaj s 7146 osebami, usposobljenimi za nošenje orožja, 381 posvetnimi in rednimi duhovniki, 744 Judi in nemeščani. Nastajajoča regionalna oblast se je kmalu sprla s staro dinastijo, nekdanjimi grofi, ki so nadzorovali velike površine na območju okoli mesta, kot sta bila mejni grof kneževine Brandenburg-Kulmbach in volilni knez Brandenburga. Ta spor se je končal s prvo vojno leta 1449/50, ko je Albert III. Achilles, volilni knez Brandenburga, poskusil zaman obnoviti svoje nekdanje pravice do mesta. Husitske vojne, ponovitev črne smrti leta 1437 in vojna z mejnim grofom so leta 1450 zmanjšale število prebivalstva mesta na 20.800.

### Obdobje reformacije
Razsvetljenske vizije  Martina Lutra so naletele v Nürnbergu že od vsega začetka na sorazmerno velik odziv. V začetku leta 1524 so bili meščani naklonjeni novemu poučevanju. Po nürnberškem kolokviju je bila 1525 uvedena luteranska veroizpoved na celotnem območju mesta Nürnberg. V naslednjih letih so v mestu, do takrat vedno zvesto cesarju, nastajale napetosti med protestantskim taborom in preostalo katoliško habsburško cesarsko družino. 23. julija leta 1532 je bil spor vsaj začasno ustavljen, ker je cesar Karel podpisal nürnberški verski mir s protestanti. Leta 1533 se je uveljavila skupna brandenburška-nürnberška cerkev z reformacijo v cesarskem mestu in mejna grofija Brandenburg-Ansbach je bila določena kot institucionalni okvir.
Med šmalkaldensko vojno se cesarsko mesto ni izreklo proti protestantizmu, ampak je bilo nevtralno. Kljub temu so morali po protestantskem porazu leta 1548 vsaj delno uvesti augsburški interim. V drugi vojni z mejno grofijo je Albrecht II. Alkibiad prisilil neuspešno oblegano mesto  k precejšnjemu plačilu. 

### Tridesetletna vojna
Leta 1609 se je Nürnberg pridružil protestantski uniji, vendar je poskusil po izbruhu tridesetletne vojne leta 1618 dolgo ostati nevtralen. Protestantsko, a tradicionalno vedno zvest cesarju, se je parlament želel izogniti sporu s cesarsko družino Habsburžanov. Šele s prihodom švedske vojske Gustava Adolfa je bil prisiljen spremeniti svoj prejšnji odnos. Ko je švedski kralj leta 1632 prikorakal pred cesarsko mesto, je nerado vendar prostovoljno odprlo svoja vrata. Nato so ga imperialne sile za več mesecev zasedle, vendar omogočile prisotnost švedskih vojakov. Stroški za vojake in drugi izdatki, povezani z vojno, so pripomogli k velikemu dolgu. Ni jim ga uspelo zmanjšati, kar je precejšen vzrok za nazadovanje mesta v naslednjih letih. Leta 1635 se je cesarsko mesto pridružilo praškemu miru, ki je končal zvezo s švedskimi vsiljivci in približevanje cesarskemu taboru.

### Nazadovanje
Po koncu tridesetletne vojne je bilo mesto zelo zadolženo. Zaradi kolonialnega širjenja evropskih pomorskih sil je v naslednjih desetletjih izgubljalo vlogo trgovskega mesta, kar je povzročilo spremembo trgovskih poti. Mestni svet ni mogel ustrezno odgovoriti na te dogodke in ni mogel preprečiti, da dolg ne bi naraščal. Očitna nesposobnost sveta za finančno upravljanje je v 18. stoletju pri meščanstvu povzročalo vse večje nezadovoljstvo in sprožilo različne notranje spore in na koncu je odločalo vrhovno sodišče. Že pod vplivom francoske revolucije je bil leta 1794 sklenjen temeljni sporazum, s katerim je bila vloga mestnega parlamenta dodeljena imenovanemu vodstvu (Genanntenkolleg).

### Konec cesarskega mesta
Ukrepi za posodobitev mesta v poznem 18. stoletju so bili prepozni, da bi preprečili končen propad cesarskega mesta Nürnberg. S francosko revolucijo in političnimi pretresi ter posledičnimi vojaškimi spopadi so se politične razmere korenito spremenile v škodo vseh imperialnih mest. Sosednji tekmeci so prevzeli njihova ozemlja z vojaško silo. Leta 1790 je volilni knez Karl Teodor von Pfalz-Bayern najprej odpovedal vse pogodbe in sporazume, ki so bili sklenjeni ob kölnskem miru leta 1505 med cesarskim mestom in Pfalško in Bavarsko. Trdil je, da je del bogate urbane površine mesto pridobilo kot posledico njihove udeležbe v nasledstveni vojni z Landshutom. V naslednjih dveh letih so bavarske čete končno zasedle nekatere dele tega obmejnega območja, zlasti vzhodno od reke Pegnitz, del Pflegamtes Velden. Čez nekaj let je Hardenberg kot guverner pruskega Ansbach-Bayreutha trdil, da so njegove površine neposredno ob mestnem delu. Trditve je podkrepil s  pravicami, da je nürnberški grof leta 1427 prodal grofiji to območje. Leta 1796 so pruske čete zasedle območje in zmanjšanje mesta se je nadaljevalo. Nastala je le ena od številnih večjih in manjših eksklav. 
Francoske revolucionarne čete so začele poleti leta 1796 prvi zelo uspešen vdor na ozemlje cesarstva in pod poveljstvom generala Jourdana je vojska vkorakala v Frankovsko in cesarstvo skoraj v celoti zasedla. Izjema so bila le pruska ozemlja, ker je Prusija aprila 1795 sklenila z revolucionarno Francijo mir v Baslu. Vsa pruska ozemlja so nato uživala status nevtralnosti, medtem ko so nepruska ozemlja ropale revolucionarne čete brez zaščite. Tako kot preostale površine so tudi cesarska mesta zasedli francoski vojaki in jih uničevali. Po umiku revolucionarnih sil so nastali ogromni dolgovi, državljani Nürnberga so zahtevali prostovoljno oznako cesarskega mesta pod prusko vlado. Mestni svet je zaradi teh zahtev 2. septembra 1796 podpisal pogodbo z mestom Nürnberg, s katero je bilo pod prusko suverenostjo. Pruski vojaki so zasedli mesto in ostala so bogata urbana območja. Pruska vlada v Berlinu je zavrnila potrditev pogodbe v strahu pred napetostjo z Avstrijo in Rusijo ob morebitni ratifikaciji. Poleg tega bi Prusija morala prevzeti dolg cesarskega mesta. Prostovoljna pridružitev mesta Prusiji je propadla in pruski vojaki so se umaknili. To pa je agonijo  podaljšalo za celo desetletje. 
Z nemško mediacijo leta 1803 je bilo mestu ponovno prizaneseno, čez tri leta mu je bila odvzeta neodvisnost s 17. členom akta o konfederaciji, sklenjenim 12. julija 1806 in je bilo izročeno Kraljevini Bavarski. Konec mesta Nürnberg se ujema s koncem njegovega davčnega sistema, ki je prenehal obstajati s predajo francoske vojske Bavarski 15. septembra 1806. 

## Politična prepoznavnost
Mesto Nürnberg ni bilo le eno najpomembnejših in vodilnih članov frankovskega imperija. Bilo je tudi član švabske banke v cesarskih mestih rajhstaga. Posebno vlogo je dobilo kot konferenčno in kongresno prizorišče, pa tudi sedež prve cesarske vlade.

## Gospodarstvo
Prehod iz srednjega veka v novejše dni je imel za cesarsko mesto ne le velik političen pomen, bil je hkrati vrhunec njihove gospodarske blaginje. V tem času, še posebej pa v malo poznejšem začetku reformacije, se je gospodarsko življenje najbolj razmahnilo. Eno najpomembnejših gospodarskih področij je bila izdelava orožja, s katerim je mesto prevzelo pomembno vlogo. Podlaga za to so bili mlini ob reki Pegnitz, v katerih so izdelovali žico, ki je bila potrebna za izdelavo orožja in proizvodni proces. Mesto je dolgo varovalo to skrivnost. Tudi ulivanje pištol je bil pomemben del te industrije. V obrti, tudi v zlatarski umetnosti, so bile pomembne livarne kositra in izdelovanje ur. Zelo znan je bil Peter Henlein, saj je izumil prve prenosne ure. Trgovina na dolge razdalje je bila za cesarsko mesto ena najpomembnejših gospodarskih dejavnikov. Temeljila je predvsem na številnih izjemah ali znižanju carin na številnih trgovskih poteh. Dejavnosti so bile dopolnjene z udeležbo pri financiranju gospodarskih podjetij v drugih državah. Nürnberška borza je bila v 16. stoletju povezana s trgovino med Italijo in drugimi evropskimi poslovnimi središči. Čez Benetke je potekala živahna izmenjava blaga z Levantom.

## Kultura
V 15. in 16. stoletju je bil razcvet kulturnih in umetniških dejavnosti. V tem obdobju je kulturno življenje poseglo tudi zunaj regije. V mestu so živeli številni umetniki,  slikarja Albrecht Dürer in Michael Wolgemut, kiparja Adam Kraft in Veit Stoss, livarji, kot je bila družina Vischer (predvsem Peter Vischer starejši), poleg njih pa tudi učenjaki, glasbeniki in pesniki, med drugimi Martin Behaim, Hans Leo Hassler, Hans Sachs, Willibald Pirckheimer ter matematik in astronom Regiomontan.

## Ozemeljska delitev
Pridobitev ozemlja zunaj mestnega obzidja, namenjenega cesarskemu mestu, je bila skoraj nemogoča, saj je imel Nürnberg močne tekmece. Sprva so želeli pridobiti lastništvo zemljišč posamezni mestni državljani. Od sredine 14. stoletja je bil pobudnik za povečanje bogate mestne teritorialne posesti mestni svet. Leta 1427 je svetu uspelo z nakupom nürnberške grofije pridobiti Sebaldov in Lorenčev cesarski gozd, ki se je raztezal na obeh straneh reke Pegnitz in se skoraj neposredno dotikal vzhodnega mestnega obzidja. Največja rast površine Nürnberga je bila dosežena po nasledstveni vojni z Landshutom. S pridobljenimi površinami je postalo cesarsko mesto z največjim obsegom teritorialno pravnega reda na tleh današnje Nemčije.

### Površina
Ozemeljska posest mesta Nürnberg je bila razdeljena na skupno 11 skrbniških okrožij: Altdorf, Betzenstein, Engelthal, Gräfenberg, Hersbruck, Hiltpoltstein, Hohenstein, Lauf, Lichtenau, Reicheneck in Velden.

### Eksklave
Leta 1406 je Nürnberg pridobil posest Lichtenau z istoimenskim mestom in trdnjavo, ki je bila največja in tudi najpomembnejša eksklava cesarskega mesta.

### Enklave
V vojaškem smislu je bila bavarska trdnjava Rothenberg grozeča enklava v bogatem mestnem območju. V političnem smislu je bil to brandenburško-ansbaški Schönberg. Mejni grof in nato pruska stran sta jo zahtevala zase zaradi velikih bogatih mestnih zemljišč.